# أنتوني غاردنر (سياسي)
أنتوني غاردنر (بالإنجليزية: Antony Gardner)‏ هو سياسي بريطاني، ولد في 27 ديسمبر 1927، وتوفي في 16 أكتوبر 2011. حزبياً، نشط في حزب العمال. في الانتخابات العامة في المملكة المتحدة 1966 ‏، انتخب عضو البرلمان الرابع والأربعون للمملكة المتحدة عن دائرة روشكليف (31 مارس 1966 – 29 مايو 1970).